# Copa do Nordeste
Copa do Nordeste (lub Campeonato do Nordeste) – brazylijskie rozgrywki mistrzowskie regionu północnowschodniego (obejmującego stany Alagoas, Bahia, Ceará, Maranhão, Paraíba, Pernambuco, Piauí, Rio Grande do Norte oraz Sergipe).
W latach 1997–1999 mistrzowie Copa do Nordeste mieli prawo gry w Copa CONMEBOL.
Od roku 2000 do 2002 mistrzowie Copa do Nordeste kwalifikowali się do Copa dos Campeões.

## Lista mistrzów
| Rok  |               | Finał               | Finał               | Finał        |                    | Półfinaliści | Półfinaliści | Półfinaliści |
| Rok  | Zwycięzca     | Wynik               | Finalista           |              |                    | Półfinaliści | Półfinaliści | Półfinaliści |
| 1994 | Sport Recife  | 0 – 0 (karne) 3 – 2 | CRB (AL)            | EC Bahia     | Cruzeiro Arapiraca |              |              |              |
| 1997 | Vitória       | 3 – 0 1 – 2         | EC Bahia            | Sport Recife | Ceará (CE)         |              |              |              |
| 1998 | América Natal | 1 – 2 3 – 1         | Vitória             | EC Bahia     | Santa Cruz         |              |              |              |
| 1999 | Vitória       | 2 – 0 0 – 1         | EC Bahia            | CSA (AL)     | Sport Recife       |              |              |              |
| 2000 | Sport Recife  | 2 – 2 2 – 2         | Vitória             | Poções (BA)  | Sergipe (SE)       |              |              |              |
| 2001 | EC Bahia      | 3 – 1               | Sport Recife        | Náutico      | Fortaleza          |              |              |              |
| 2002 | EC Bahia      | 3 – 1 2 – 2         | Vitória             | Náutico      | Santa Cruz         |              |              |              |
| 2003 | Vitória       | 1 – 1 0 – 0         | Fluminense de Feira | ABC (RN)     | América Natal      |              |              |              |

### Kluby według tytułów
- 3 – Vitória
- 2 – EC Bahia
- 2 – Sport Recife
- 1 – América Natal

### Tytuły według stanów
- 5 –  Bahia
- 2 –  Pernambuco
- 1 –  Rio Grande do Norte